# Pelagornis chilensis
Pelagornis chilensis es una especie de ave marina extinta, que habitó las costas del norte de Chile hace aproximadamente 7 millones de años, durante el Mioceno. Poseía una envergadura alar de al menos desde 5,2 a 6 metros lo que la convertiría en una de las aves voladoras más grandes hasta ahora descubiertas. Forma parte de la familia de aves marinas Pelagornithidae, distribuida en todo el mundo durante el Cenozoico.
El ave pertenece al grupo de los pelagornítidos, los que son llamados comúnmente «pájaros con dientes de hueso», dadas las prolongaciones que poseen las mandíbulas de estas aves. Este grupo está relacionado con los Anseriformes, orden que incluye a cisnes y gansos.

## Descripción

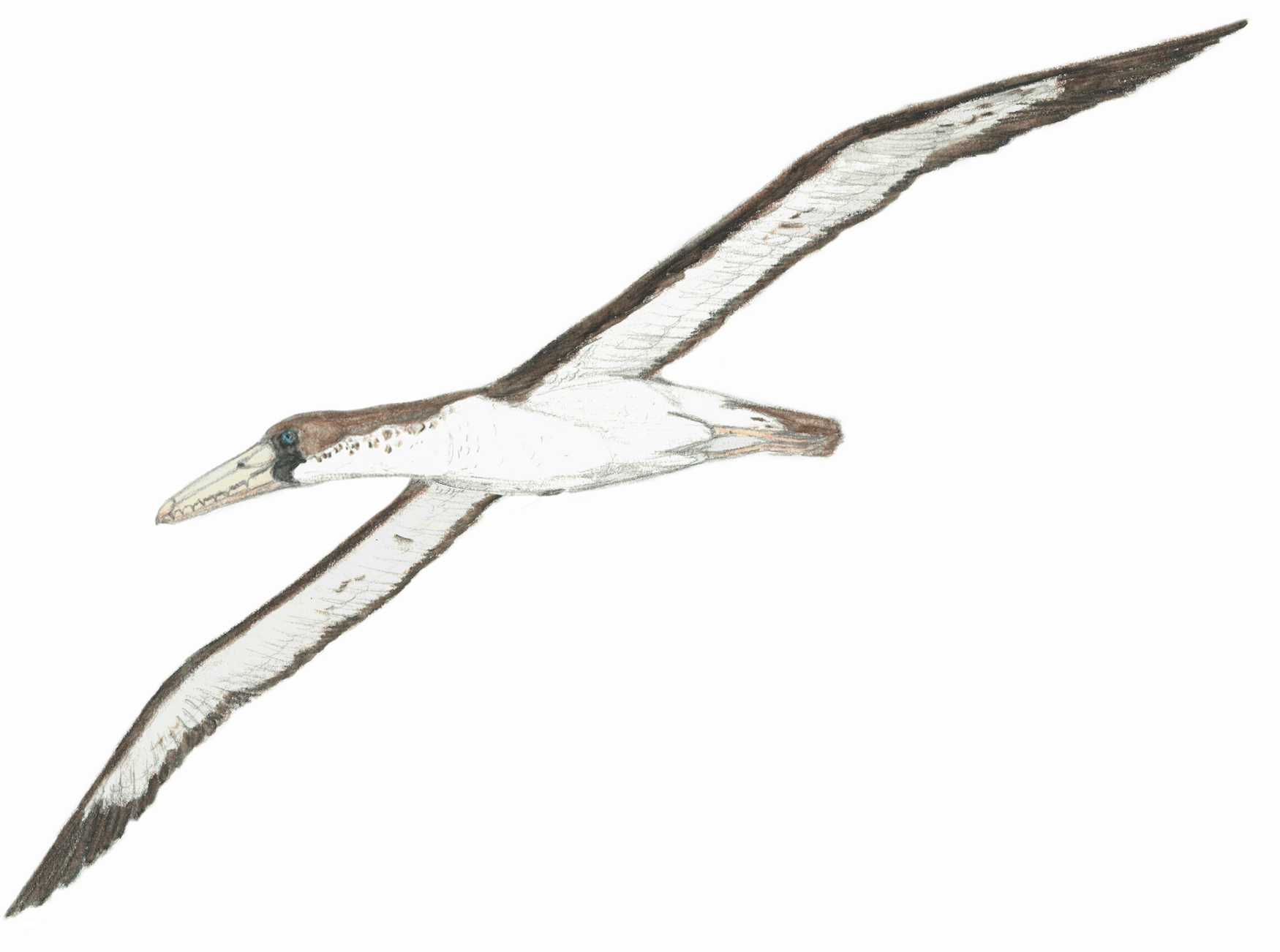
Reconstrucción en vida de Pelagornis chilensis

Su característica más notable era su enorme envergadura alar que podría haber alcanzado hasta los seis metros con una masa estimada entre 16 a 29 kg. Su apariencia era similar a la de un pelícano con un pico dentado, aunque estos “dientes” sólo eran proyecciones de hueso y no realmente dientes (ya que los dientes son piezas incrustadas en cavidades óseas). Debido a su enorme tamaño es muy probable que para volar no batiera sus alas sino que planeara aprovechando las corrientes de aire como los actuales cóndores y albatros.
La fisonomía de este animal, descrito por el paleontólogo chileno David Rubilar Rogers, señala que posee una envergadura alar que tiene un mínimo de 5,25 metros y un máximo de 6,10 metros.

## Descubrimiento
El primer ejemplar de esta ave, descrita en 2010, fue encontrado cerca de la localidad chilena de Bahía Inglesa, en el sector El Morro (Formación Bahía Inglesa), 800 kilómetros al norte de Santiago de Chile. El esqueleto se encontró en un excepcional estado, ya que el 70 % del animal estaba intacto a pesar de que sus huesos son muy delgados y frágiles. Esto permitió estudiar en detalle sus características osteológicas.
El ejemplar fue bautizado como Pelagornis chilensis por los paleontólogos Gerald Mayr (del Museo Senckengerg, de Frankfurt, Alemania) y David Rubilar (del Museo Nacional de Historia Natural de Chile), siguiendo la clasificación taxonómica de Linneo.

## Tráfico ilícito del esqueleto y repatriación a Chile

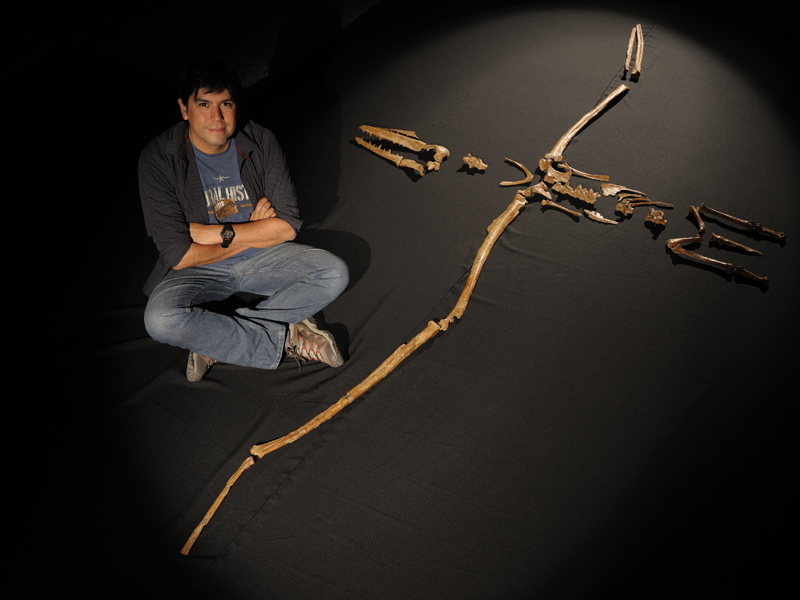
David Rubilar, Paleontólogo del MNHN y el esqueleto del Pelagornis Chilensis

No se sabe con certeza la fecha de extracción del esqueleto del Pelagornis, dado que ésta se realizó de forma ilegal, sin embargo se estima que habría ocurrido en 2005. Tras su extracción el ejemplar fue vendido al extranjero, específicamente a Estados Unidos, donde fue comprado por un coleccionista alemán en una feria de gemas y fósiles. Gerald Mayr descubrió el esqueleto al ser contactado por el coleccionista que lo compró en EE. UU. y lo trasladó a Alemania. Ante esto, Mayr se contactó, en enero de 2009, con el Museo Nacional de Historia Natural de Chile, para informar que el esqueleto del Pelagornis estaba en manos de un coleccionista privado. Éste contactó a Mayr, Paleontólogo de la Sección de Ornitología del Museo Senckenberg y un especialista en pelagornítidos, para que revisara los restos óseos del ave. Al momento de observar el ejemplar, Mayr se percató de que el esqueleto poseía un considerable valor científico, tanto por lo biológico así como por lo histórico. Gerald Mayr propuso al coleccionista comprar el ejemplar, a lo cual el privado accedió. La transacción fue financiada por el Museo Senckenberg.
La compra permitió una primera revisión en el museo alemán, investigaciones que se llevaron a la par con científicos chilenos, proceso previo a la devolución del ejemplar a Chile. Para realizar la primera investigación, Rubilar viajó a Frankfurt para participar en las investigaciones y comenzar a planificar el traslado de los restos a Chile.
El proceso de repatriación de los restos paleontológicos comenzó con las gestiones de David Rubilar con abogados del Consejo de Monumentos Nacionales chileno, para realzar los trámites de repatriación, lo que se concretó en agosto de 2009. Desde entonces el ejemplar se encuentra depositado en el Área de Paleontología del Museo Nacional de Historia Natural de Santiago de Chile.

### Hallazgo de impacto mundial
El estudio de este ejemplar tuvo considerable impacto a nivel mundial, debido fundamentalmente a la publicación del estudio en el Journal of Vertebrate Paleontology, revista de la Society of Vertebrate Paleontology. El artículo publicado describe datos específicos del ave, así como el proceso de recuperación del ejemplar; ello permite también una valoración museológica del hallazgo, paralela a la científica.

## Formación Bahía Inglesa y su importancia paleontológica
En Chile, David Rubilar y Gerald Mayr estudiaron la Formación Bahía Inglesa, zona en la que fue encontrado el esqueleto del Pelagornis. Ahí localizaron el área de sedimentos y niveles estatigráficos del lugar donde fue extraído el fósil. En esa expedición se encontró un nuevo hueso de Pelagornis, similar al del esqueleto repatriado. El Pelagornis chilensis es solo uno de los variados hallazgos hechos en la Formación Bahía Inglesa, dado que se han encontrado numerosos restos de vertebrados e invertebrados marinos. Estos restos tienen una data que va desde el Mioceno Medio al Plioceno Temprano, esto es entre 5 y 25 millones de años atrás.
En el pasado, la zona tenía aguas tranquilas y de profundidad media, y convivían una serie de especies como peces, tiburones, ballenas, delfines, orcas, lobos marinos y aves costeras. En la zona ha proliferado la extracción ilegal de fósiles y su posterior tráfico por parte de «huaqueros», actividad que es un delito según la legislación chilena.